# École nationale de la magistrature
L'École nationale de la magistrature (ENM) è un ente pubblico francese sottoposto al Ministero della Giustizia. La sede principale della scuola è a Bordeaux; c'è anche una sede distaccata a Parigi, sull'Île de la Cité.
Costituisce l'unica struttura formativa per tutti i magistrati (sia giudici che pubblici ministeri) in Francia.

## Sede, storia e amministrazione

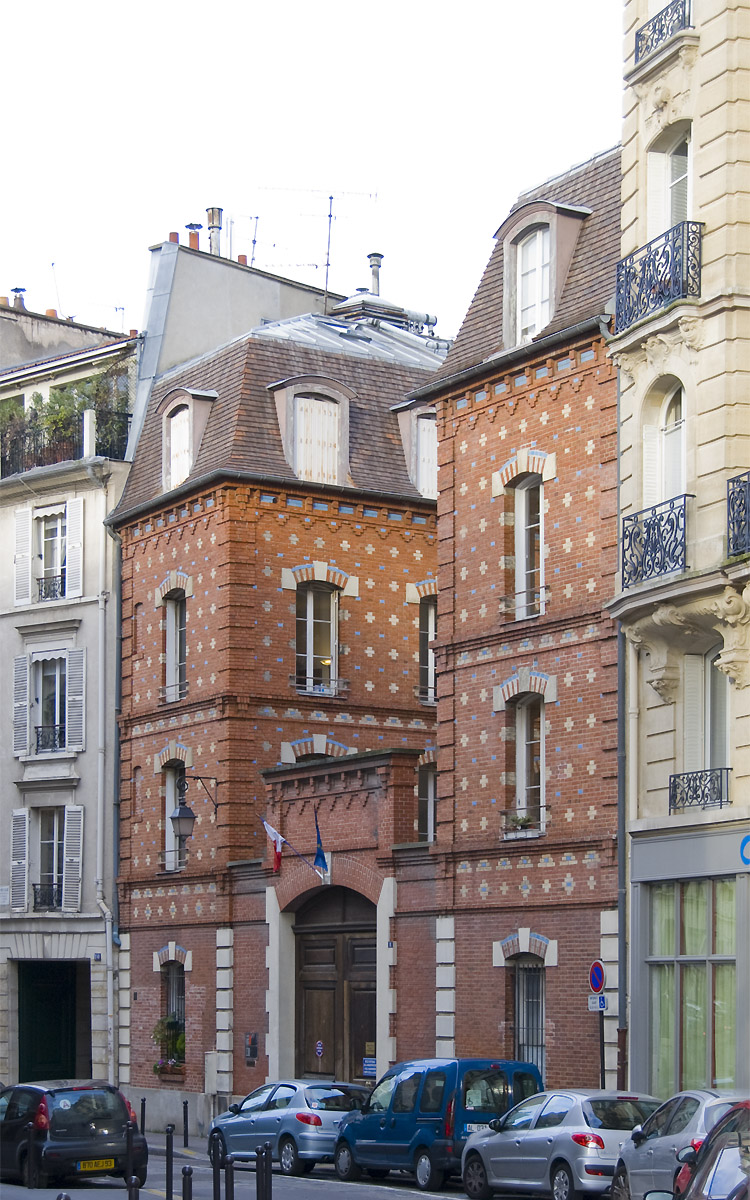
Sede parigina

La scuola ha sede nei pressi del palazzo di giustizia di Bordeaux.
Istituita il 22 dicembre 1958 con la denominazione di «Centre national d'études judiciaires», la scuola ha assunto il nome attuale nel 1970.
È amministrata da un consiglio di amministrazione e da un direttore. Nel consiglio di amministrazione il presidente è primo presidente della corte di cassazione e il vicepresidente è il procuratore generale presso la corte di cassazione (rispettivamente Vincent Lamanda e Jean-Claude Marin). Il direttore dal febbraio 2012 è il magistrato Xavier Ronsin.

## Funzioni
La legge organica recante lo statuto della magistratura attribuisce alla scuola:
- l'organizzazione dei bandi per l'ingresso alla scuola;
- la formazione professionale dei futuri magistrati (auditeurs de justice)
- la formazione professionale permanente dei magistrati in servizio
- la cooperazione alla formazione di futuri magistrati di Stati stranieri legati alla Francia da accordi di cooperazioni.

## L'accesso in magistratura e la formazione iniziale dei magistrati
La scuola ha il compito di reclutare i propri allievi prevalentemente per concorso. Per rafforzare la diversità sociale del corpo dei magistrati, l'ENM ha previsto tre classi preparatorie che tengono conto dei criteri sociali. Riserva un terzo dei posti per promozione ai candidati con un'esperienza professionale da almeno 4 anni. Una parte degli allievi entra per soli titoli.
Requisiti d'accesso:
- prima classe di concorso: nazionalità francese, laurea in giurisprudenza o equipollente, età massima 31 anni[4]
- seconda classe di concorso: nazionalità francese, stato di dipendente pubblico con almeno 4 anni di servizio, età massima 45 anni e sei mesi[5]
- terza classe di concorso: nazionalità francese; 8 anni di attività professionale privata, o di mandati elettivi in assemblee rappresentative o di svolgimento di funzioni giudiziarie onorarie; età massima 40 anni[6]

I concorsi d'accesso all'ENM sono selettivi: nel 2011, su 1.486 candidati alla prima fase, ne sono stati ammessi solo 153 (10,3%).
La formazione iniziale, realizzata nella sede di Bordeaux, riguarda la formazione degli auditeurs de justice, secondo il quadro della rete formativa europea. Nell'insegnamento si privilegiano gli aspetti pratici: simulazioni d'udienza, stage, etc. Nel periodo formativo di 31 mesi gli auditeurs hanno modo di confrontare la teoria e la metodologia con la pratica professionale e con le realtà sociali, economiche ed umane.
La formazione degli uditori è così effettuata:
- 6 mesi: stage in uno studio legale;
- 19 mesi: fase di acquisizione delle competenze fondamentali trasversali comuni a tutte le diverse funzioni dei magistrati: etica, deontologia, capacità di ascolto e di colloquio, decisione, momenti decisionali; comporta un periodo di 7 mesi a Bordeaux, seguito da 12 mesi di stage presso organi giudiziari;
- 2 mesi: stage fuori da strutture giudiziarie, 5 settimane in Francia e 3 settimane all'estero
- 4 mesi: un tirocinio mirato e specifico in ragione delle prime funzioni che verranno assunte

Gli uditori sono posti in graduatoria secondo i complessivi risultati ottenuti nel corso della formazione (esami e stage); secondo questa graduatoria possono scegliere la loro prima sede, secondo l'elenco predisposto dal Ministero della Giustizia.

## La formazione permanente
La direzione della formazione permanente, a Parigi, provvede ed organizza le attività formative di tutti i magistrati francesi. Contribuisce allo sviluppo personale, al rafforzamento delle competenze tecniche ed all'approfondimento delle cognizioni dei magistrati nel corso di tutta la loro vita professionale
Dal 2008 i circa 8.200 magistrati hanno un obbligo formativo annuale; la formazione permanente costituisce il prolungamento della formazione iniziale e garantisce l'aggiornamento e l'approfondimento delle conoscenze dei magistrati. Si realizza inoltre una formazione in caso di riconversione delle funzioni (svolgimento di funzioni in settori in cui non sono mai state esercitate).
La formazione è realizzata secondo 3 grandi formule:
- Circa 300 azioni formative sono offerte ai magistrati sotto forma di corsi specifici su temi tecnico-giuridici o sociali (cicli di approfondimento, seminari, conferenze, etc.)
- Una cinquantina di stages sono offerti ai magistrati (in Francia e all'estero) presso uffici giudiziari, imprese, organizzazioni internazionali o enti pubblici.
- Dei corsi specialistici sono previsti in collaborazione con le università; riguardano temi quali la criminalità organizzata, i reati economici e finanziari, la sanità pubblica etc.

L'ENM coopera con la formazione permanente decentrata organizzata dalla corte di cassazione e dalle 35 corti d'appello francesi, partecipando sia all'organizzazione che al finanziamento.

## La cooperazione internazionale
Dalla sua creazione l'ENM è molto attiva nel campo internazionale, oltre a rapporti con numerosi Paesi esteri.
L'ENM dispensa azioni formative (iniziale o permanente) destinata a magistrati stranieri; interviene nei programmi di cooperazione previsti da accordi bilaterali o multilaterali della Francia con altri Paesi; partecipa alla rete formativa dell'Unione europea.

## Pubblicazioni
L'ENM cura la pubblicazione del trimestrale Les Cahiers de la Justice (I quaderni della giustizia) oltre a monografie ed annuari.

## Filmografia
- Les bleus de la justice, documentario TV di Valérie Gaget-Deslandes e Matthieu Birden